# مورسکویه (داغستان)
مورسکویه (به لاتین: Morskoye) یک منطقهٔ مسکونی در روسیه است که در شهرستان داخادایفسکی واقع شده‌است.